# Blåherremölla kvarn
Blåherremölla kvarn är en vattenkvarn söder om Maglehem i Skåne. Den drivs av vatten från Julebodaån som rinner ut i Hanöbukten och är nämnd som kvarnplats i handlingar från 1624. Namnet Blåherremölla kommer troligen av det lokala uttrycket för häger, "blåherre". 
Den första kvarnen på platsen var en skvaltkvarn. På 1700-talet byggdes den nuvarande kvarnen som en arrendekvarn och tullkvarn under Torups gods där traktens bönder kunde låta  mala spannmål mot en ersättning (tull). Mjölnaren betalade kvarnskatt till kronan för sin verksamhet.
Kvarnen, som ligger på en ö i Julebodaån, var i drift till 1944 då den friköptes av en privatperson. Under flera decennier i slutet av 1900-talet var den hembygdsmuseum men är nu åter privatägd. Kvarnmiljön med den kringbyggda skånegården med vattenkvarn, mjölnarens och drängens bostad, förrådsutrymmen och andra byggnader är byggnadsminne sedan 2012.
Blåherremölla är en hjulkvarn med ett
bröstfallshjul som driver två par kvarnstenar. Maskineriet är i gott skick och körs flera gånger om året. Föreningen Blåherremöllas vänner hjälper till med driften. Det finns ett privat kvarnmuseum och ett kafé på platsen.

## Galleri

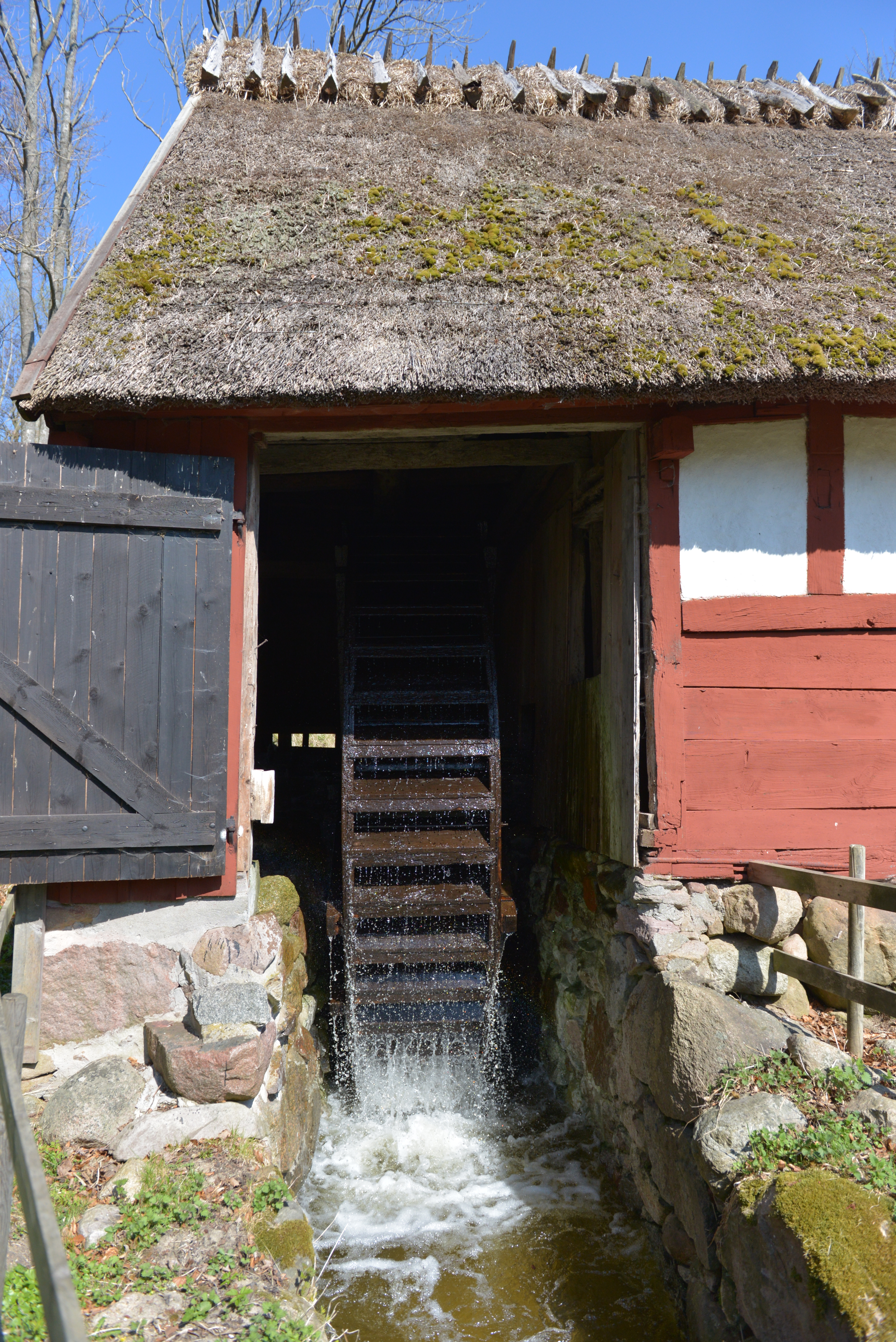
Vattenhjulet.
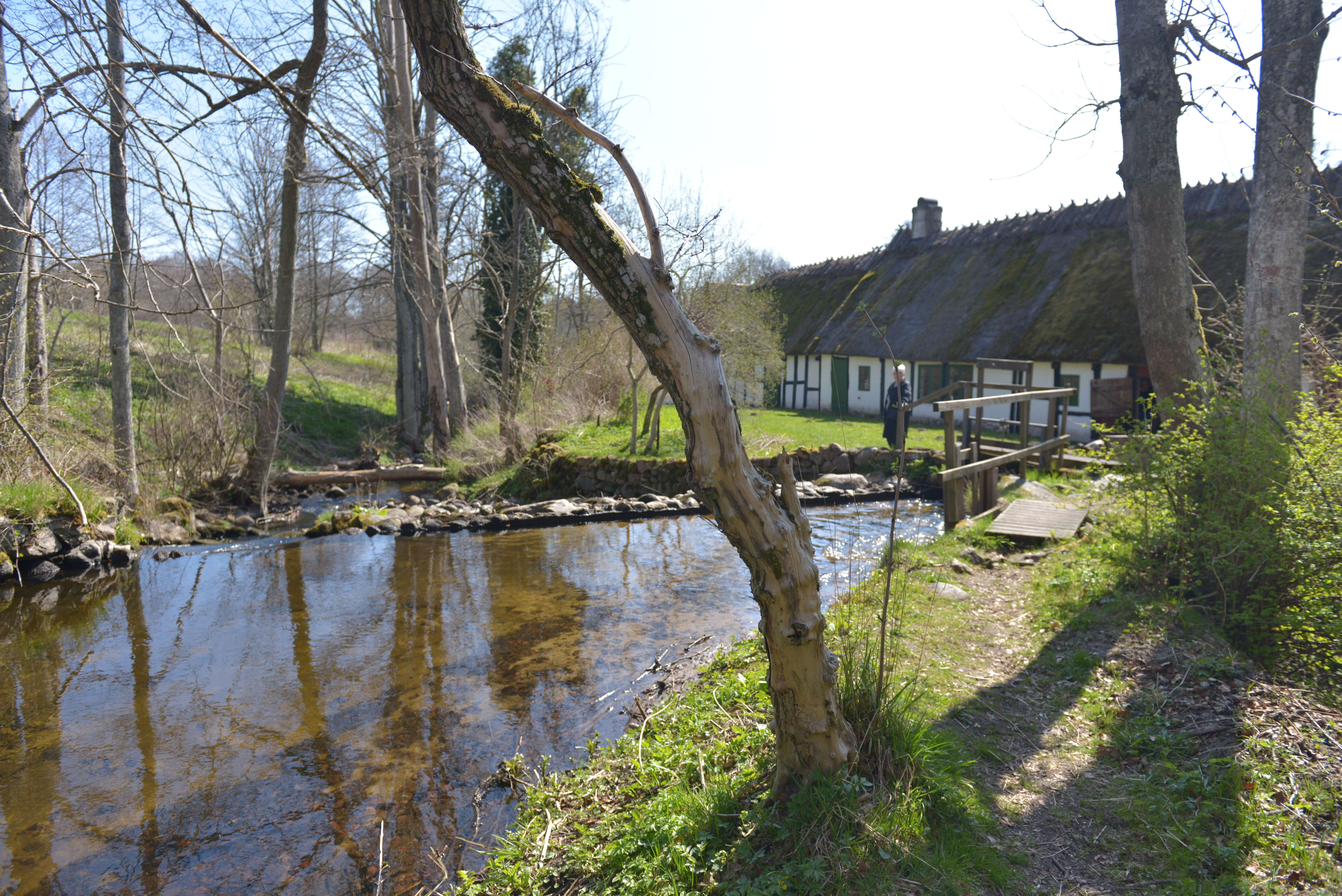
Tillflöde.